# Skupina Memphis

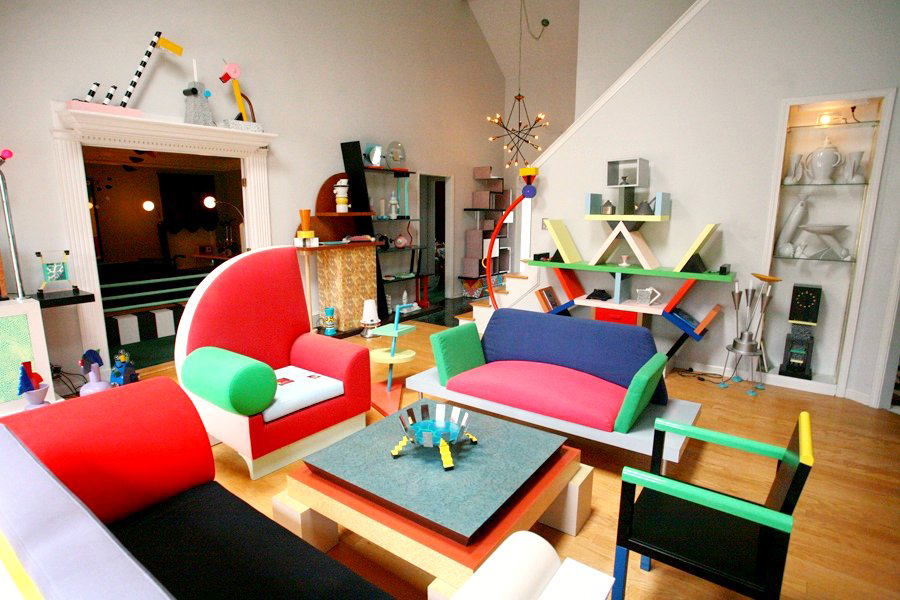
Nábytek podle skupiny Memphis.

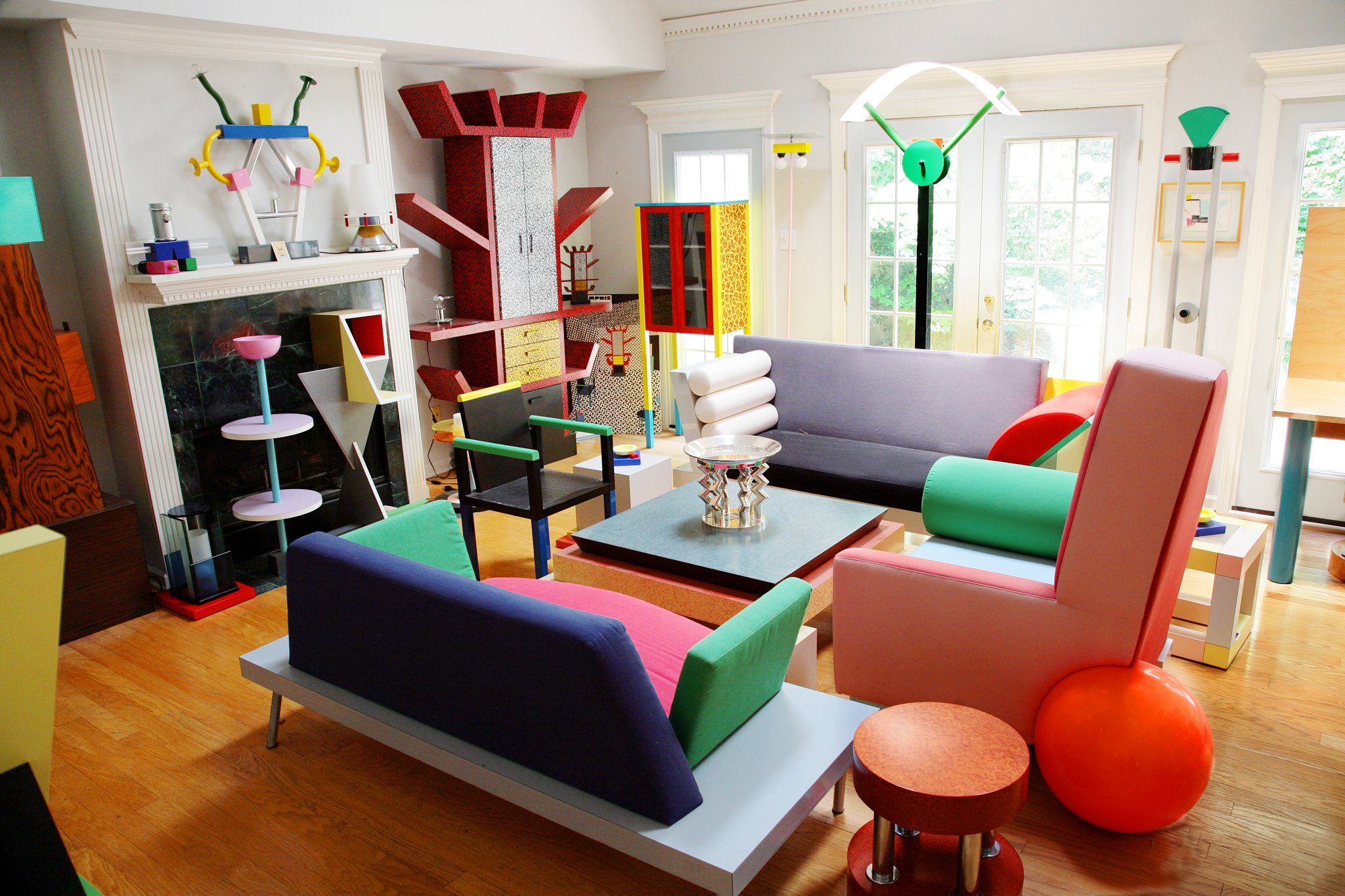
Nábytek podle skupiny Memphis.

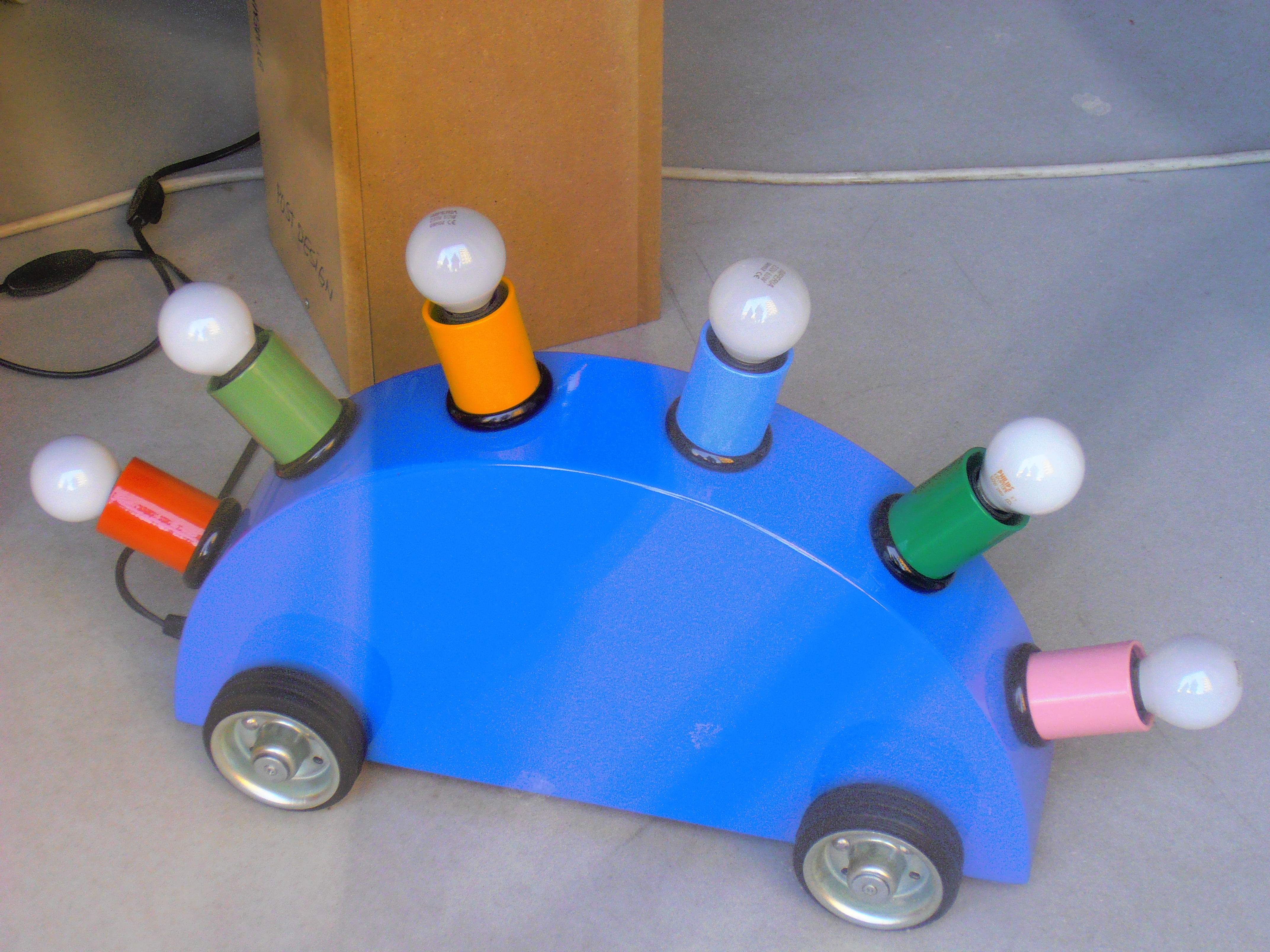
Martine Bedin, Lampe Super, 1981

Skupina Memphis (anglicky Memphis Group) byla italská skupina umělců, která se zabývala designem a architekturou a značným způsobem ovlivnila prvky designu 80. let 20. století. Byla založena v italském Miláně architektem Ettore Sottsassem v roce 1981. Skupina navrhla řadu unikátního nábytku, materiálů, keramiky a dekorativních prvků v postmoderním duchu. Jejich typický rukopis představují nápadné barvy, asymetrické tvary, divoké barevné kombinace a nepříliš nápadné odkazy na dřívější umělecké styly.
Skupina byla zformována na přelomu let 1980 až 1981. Ačkoliv většina jejich členů byla původem z Itálie, měli své spolupracovníky také ve Francii, Rakousku a USA. Název skupiny je inspirován písní Boba Dylana s názvem Stuck Inside of Mobile with the Memphis Blues Again, kterou si členové skupiny na svém prvním setkání několikrát opakovaně pouštěli. Ve své tvorbě byli inspirováni stylem Art deco a Pop-art či futurismem a kýčovitým uměním 50. let. První výstava nábytku, kterou skupina zrealizovala v Miláně v roce 1981 vyvolala mimořádný zájem, setkala se však s rozdílnými ohlasy. Jednotlivé kusy nábytku měly řadu různých nesourodých barev; byly nepříliš praktické a nikdy se nedostaly (až na jediný) do masové výroby. Kritikové označili jednotlivá díla jako bizarní, nepochopená a jako vynucená svatba mezi Bauhausem a Fisher-Price.
Skupina působila až do roku 1987. Přestože se nábytek a design Memphisu příliš neuplatnil, jednotlivé designové prvky se v první polovině 80. let staly v západní Evropě a v USA nesmírně populární a ovlivnily např. populární kulturu a nově vzniklou televizní stanici MTV. Dozvuk Memphisu byl poté patrný i v 90. letech.

## Členové
- Ettore Sottsass
- Martine Bedin
- Thomas Bley
- Andrea Branzi
- Aldo Cibic
- Massimo Iosa Ghini
- Michael Graves
- Hans Hollein
- Shiro Kuramata
- Michele de Lucchi
- Javier Mariscal
- Chung Eun Mo
- Nathalie du Pasquier
- Barbara Radice
- Maria Sanchez
- George J. Sowden
- Peter Shire
- Gerard Taylor
- Matteo Thun
- Masanori Umeda
- Marco Zanini
- Marco Zanu